# Poland Open
Poland Open – kobiecy turniej tenisowy kategorii WTA 125 (do 2023 roku włącznie WTA 250) zaliczany do cyklu WTA Tour, rozgrywany od sezonu 2022 na kortach twardych w Warszawie, natomiast w sezonie 2021 w Gdyni.
W 2021 roku zmagania odbywały się na kortach Klubu Tenisowego Arka w Gdyni. Od 2022 roku są organizowane na obiekcie Legia Tenis & Golf w Warszawie.
Sponsorem tytularnym pierwszej edycji zawodów był bank BNP Paribas. Organizatorem zawodów była firma Tennis Consulting reprezentowana przez prezesa Tomasza Świątka. Dyrektorem rozgrywek został Marcin Matkowski. Dyrektorem drugiej edycji była Alina Sikora, Mariusz Fyrstenberg pełnił natomiast funkcję dyrektora sportowego.

## Mecze finałowe

### Gra pojedyncza kobiet
| Rok         | Miejsce  | Zwyciężczyni    | Finalistka      | Wynik         |
| 2024        | Warszawa | Alycia Parks    | Maya Joint      | 4:6, 6:3, 6:3 |
| ↑ WTA 125 ↑ |          |                 |                 |               |
| 2023        | Warszawa | Iga Świątek     | Laura Siegemund | 6:0, 6:1      |
| 2022        | Warszawa | Caroline Garcia | Ana Bogdan      | 6:4, 6:1      |
| 2021        | Gdynia   | Maryna Zanewśka | Kristína Kučová | 6:4, 7:6(4)   |
| ↑ WTA 250 ↑ |          |                 |                 |               |

### Gra podwójna kobiet
| Rok         | Miejsce  | Zwyciężczynie                    | Finalistki                          | Wynik          |
| 2024        | Warszawa | Weronika Falkowska Martyna Kubka | Céline Naef Nina Stojanović         | 6:4, 7:6(5)    |
| ↑ WTA 125 ↑ |          |                                  |                                     |                |
| 2023        | Warszawa | Heather Watson Yanina Wickmayer  | Weronika Falkowska Katarzyna Piter  | 6:4, 6:4       |
| 2022        | Warszawa | Anna Danilina Anna-Lena Friedsam | Katarzyna Kawa Alicja Rosolska      | 6:4, 5:7, 10–5 |
| 2021        | Gdynia   | Anna Danilina Lidzija Marozawa   | Kateryna Bondarenko Katarzyna Piter | 6:3, 6:2       |
| ↑ WTA 250 ↑ |          |                                  |                                     |                |